# Покровка (Чернушинский район)
Покровка — деревня в Чернушинском районе Пермского края. Входит в состав Труновского сельского поселения.
Находится примерно в 18 км к юго-востоку от центра города Чернушки.

## Население
В 2005 году численность населения составляла 62 человека.
По результатам переписи 2010 года численность населения составила 40 человек, в том числе 23 мужчины и 17 женщин.